# الصبار (الرضمة)

تعديل مصدري - تعديل

الصبار هي إحدى قرى عزلة كحلان بمديرية الرضمة التابعة لمحافظة إب، بلغ تعداد سكانها 369 نسمة حسب تعداد اليمن لعام 2004.